# 변영주
변영주(邊永姝, 1966년 12월 20일 ~ )는 대한민국의 영화 감독이다.
1989년에 결성된 여성영화집단 바리터의 창립 멤버로 참여해 《작은 풀에도 이름 있으니》(1990) 《우리네 아이들》(1990)의 촬영을 맡았다. 1993년 다큐멘터리 공동체 푸른영상에 소속되어 제주도의 기생관광으로 알려진 매춘여성들에 관한 다큐멘터리 《아시아에서 여성으로 산다는 것》(1993)을 발표했다. 이 다큐멘터리를 만들면서 어머니가 위안부라고 고백한 여성을 만난 것을 계기로, 5년 동안 일본군 위안부에 관한 다큐멘터리 《낮은 목소리》를 만들었다.

## 학력
- 수도여자고등학교
- 이화여자대학교 법학과
- 중앙대학교 대학원 영화학과

## 영화
- 1993년 영화 《아시아에서 여성으로 산다는 것》 ... 감독
- 1995년 영화 《낮은 목소리》 ... 감독
- 1996년 영화 《낮은 목소리 2》 ... 감독&제작
- 1999년 영화 《낮은 목소리 3 - 숨결》 ... 감독&촬영
- 2002년 영화 《밀애》 ... 각본&감독
- 2003년 영화 《송환》 ... 촬영
- 2004년 영화 《발레교습소》 ... 감독
- 2008년 영화 《텐 텐》 ... 감독
- 2008년 영화 《20세기를 기억하는 슬기롭고 지혜로운 방법》 ... 감독
- 2012년 영화 《화차》 ... 각본&감독

### 드라마
- 2022년 tvN 월화 미니시리즈 《연예인 매니저로 살아남기》 ... (특별출연)
- 2024년 MBC 금토 미니시리즈 《백설공주에게 죽음을》... 연출
- 2025년 SBS 금토 미니시리즈 《사마귀》... 연출

## 상훈
- 1995년 일본 야마가타 국제 다큐멘터리 영화제 오가와 신스케상
- 1998년 대만 다큐멘터리 영화제 메리트 프라이즈
- 2000년 부산국제영화제 운파상
- 2000년 부산국제영화제 올해의 민족 예술상
- 2009년 한국정신대문제대책협의회 김학순상
- 2012년 제48회 백상예술대상 영화부문 감독상[6]
- 2012년 제13회 올해의 여성영화인상[7][8]

## 저서
- 《영화로 더 나은 세상을 꿈꾸다》 2018년 9월 ISBN 9788936476755
- 《낮은 목소리 2》 2005년 11월 ISBN 9788984994300
- 《아시아에서 여성으로 산다는 것》 1995년 4월 ISBN 9788985519359

공저
- 《청춘의 발견 (가슴 뛰는 순간에 다가오는 것들)》 2017년 7월 ISBN 9791187154518
- 《나의 고전 읽기 (이 시대 대표 지성인 10인이 말하는 나의 인생과 고전)》 2006년 10월 ISBN 9788995814239